# میشل بوژنا
میشل بوژنا (فرانسوی: Michel Boujenah‎؛ زادهٔ ۳ نوامبر ۱۹۵۲) یک کمدین، فیلم‌نامه‌نویس، هنرپیشه، و کارگردان اهل فرانسه است.
وی برادر ماتیو بوژنا (کارگردان فیلم) می‌باشد
از فیلم‌ها یا برنامه‌های تلویزیونی که وی در آن نقش داشته است می‌توان به بی‌نوایان اشاره کرد.